# برنت گرین
برنت گرین (به انگلیسی: Barnt Green) یک روستا و محله مدنی در بریتانیا است که در Bromsgrove واقع شده‌است. برنت گرین ۱٬۷۹۴ نفر جمعیت دارد.